# 阿贡-库坦维尔
阿贡-库坦维尔（法語：Agon-Coutainville，法語發音：[aɡɔ̃ kutɛ̃vil]）是法国芒什省的一个市镇，属于库唐斯区。该市镇由阿贡（Agon）和库坦维尔（Coutainville）等多个村镇组成。

## 地理
阿贡-库坦维尔（49°2'32"N, 1°34'36"W）面积12.35 平方千米，位于法国诺曼底大区芒什省，该省份为法国西北部沿海省份，西、北、东北三面环大西洋，东起顺时针与卡爾瓦多斯省、奧恩省、马耶讷省和伊勒-维莱讷省接壤。
与阿贡-库坦维尔接壤的市镇（或旧市镇、城区）包括：滨海布兰维尔、圣马洛德拉朗德、谢讷河畔图维尔。

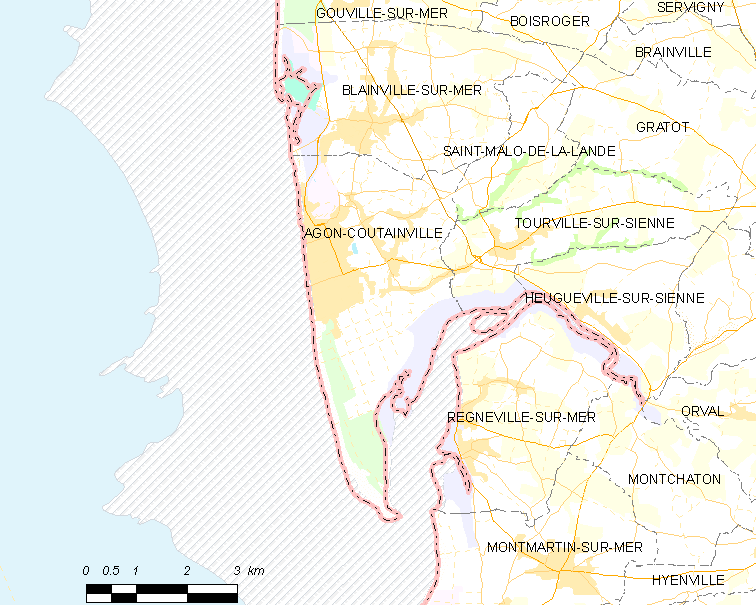
阿贡-库坦维尔的OSM定位图

阿贡-库坦维尔的时区为UTC+01:00、UTC+02:00（夏令时）。

## 行政
阿贡-库坦维尔的邮政编码为50230，INSEE市镇编码为50003。

## 政治
阿贡-库坦维尔所属的省级选区为阿贡-库坦维尔县。

## 人口

1962-2008年间阿贡-库坦维尔人口变化图示

阿贡-库坦维尔于2022年1月1日时的人口数量为3013人。